# NGC 2831
NGC 2831 is een elliptisch sterrenstelsel in het sterrenbeeld Lynx. Het hemelobject werd op 13 maart 1850 ontdekt door Johnstone Stoney, assistent de Ierse astronoom William Parsons.

## Synoniemen
- UGC 4942
- MCG 6-21-13
- ZWG 181.24
- Arp 315
- PGC 26376